# The 34th Rule
The 34th Rule, publicada el 1 de enero de 1999, es una novela de Star Trek: Deep Space Nine escrita por Armin Shimerman y David R. George III. La historia de la novela era una alegoría del internamiento de japoneses estadounidenses durante la Segunda Guerra Mundial y se inspiró en las experiencias de George Takei durante ese período. Originalmente se había presentado como un episodio de Deep Space Nine, pero posteriormente se convirtió en una novela.

## Trama
Quark está a punto de hacer un trato extraordinario cuando se encuentra en medio de una crisis diplomática. Grand Nagus Zek se niega a vender uno de los Orbes de los Profetas perdidos a Bajor. En respuesta, el gobierno bajorano corta todos los lazos diplomáticos con los ferengi y prohíbe todos los negocios ferengi dentro de sus fronteras. Quark primero pierde su barra y luego es encarcelado. Pero descubre que es el único que puede evitar una guerra entre su pueblo y Bajor.

## Historia del desarrollo
Después de que Eric A. Stillwell y David R. George III presentaron con éxito Star Trek: Voyager para el episodio "Prime Factors", Stillwell y el actor Armin Shimerman presentaron ideas para Star Trek: Deep Space Nine. Aunque no tuvieron éxito, cuando a Stillwell y George se les pidió historias para los cómics de Star Trek, repasaron una serie de propuestas que habían propuesto previamente para Star Trek: Deep Space Nine y encontraron una premisa que Stillwell se había basado en la de George Takei. experiencias del internamiento japonés-estadounidense durante la Segunda Guerra Mundial. Shimerman sugirió que se podría hacer una novela a partir de la idea, pero Stillwell no estaba interesado, por lo que Shimerman y George se acercaron a Pocket Books con la idea.

## Historial de publicación
- Pocket Books (1999): ISBN 0-671-00793-9